# Ašukino
Ašukino è una cittadina della Russia europea centrale, situata nella oblast' di Mosca. Apparteneva al Puškinskij rajon.
Sorge alcune decine di chilometri a nord della capitale russa, della quale costituisce un sobborgo.